# Сьонен
Сьонен (яп. 少年, укр. хлопець) — жанр аніме і манґи, основною цільовою аудиторією якого є підлітки та юнаки у віці від 12 до 18 років.

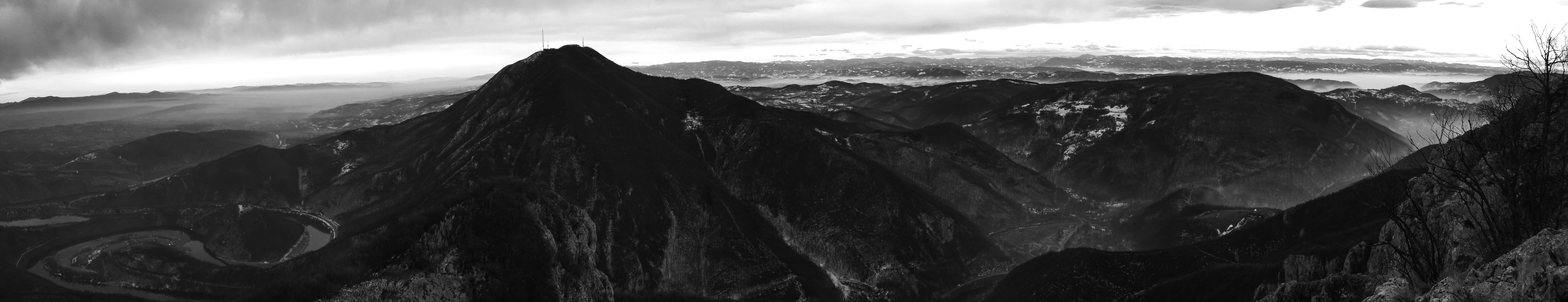
Аніме «Бліч» — один з найвідоміших представників жанру сьонен

Основними ознаками жанру служать протагоніст чоловічої статі, швидкий розвиток і динамічність сюжету (особливо це помітно порівнюючи сьодзьо-манґою). Твори в жанрі сьонен, зазвичай, містять більше гумористичних сцен, концентруються на темах чоловічої дружби, товариства, суперництва в житті, спорті або на бойових діях. Персонажі жіночої статі, що нерідко зображаються перебільшено красивими і сексуальними, слугують як стимул для прояву мужності головних героїв, часто використовуються елементи етті і фансервісу.
Не зважаючи на те, що для хлопців і чоловіків старшого віку (студентів, молодших службовців) існує окремий жанр сейнен, аніме і манґа в жанрі сьонен залишається привабливою і для них. І, оскільки в них є як фінансові можливості, так і час для купівлі та читання журналів з манґою, то журнали, що друкують сьонен-манґу, можна вважати найпопулярнішими в Японії.

## Журнали сьонен-манґи в Японії
Сьонен-манґа публікується в спеціальних журналах, розрахованих на власну аудиторію.
| Назва                    | Тираж (дані 2004 року) | Тираж (дані 2005 року) | Тираж (дані 2006 року) | Тираж (дані 2007 року) | Тираж (дані 2009 року) | Рік виходу першого номера |
| ------------------------ | ---------------------- | ---------------------- | ---------------------- | ---------------------- | ---------------------- | ------------------------- |
| Shonen Magazine (тижд.)  | 2 721 633              | 2 365 306              | 2 151 354              | 1 720 000              | 1 650 205              | 1959                      |
| Shonen Magazine (місяць) | 1 041 417              | 1 009 167              | 987 083                | 923 334                | 904 084                |                           |
| Shonen Jump (тижд.)      | 2 994 897              | 2 953 750              | 2 839 792              | 2 790 834              | 2 809 362              | 1968                      |
| Shonen Jump (місяць)     | 446 666                | 417 500                | 376 667                | —                      | —                      | 1970                      |
| Shonen Sunday            | 1 160 913              | 1 068 265              | 1,003,708              | 833 334                | 773 062                | 1959                      |
| Jump Square              | —                      | —                      | немає даних            | 390 000                | 370 417                | 2007                      |
| Shonen Ace               | 59 167                 | 68 917                 | 80 833                 | 76 000                 | 83 334                 | 1994                      |
| Magazine Special         | 107 083                | 110 750                | немає даних            | 82 334                 | 77 250                 | 1983                      |
| Sunday Gene-X            | 39 167                 | 39 000                 | 35 167                 | 30 000                 | 27 667                 | 2000                      |
| V Jump                   | 149 833                | 178 334                | немає даних            | немає даних            | 379 167                | 1993                      |
| Shonen Rival             | —                      | —                      | —                      | —                      | 120 834                | 2008                      |

## Приклади аніме та манґи в жанрі сьонен
| - «One Piece» - «Air Gear» - «Black Cat» - «Bleach» - «Fairy Tail» - «Inuyasha» - «Naruto» - «D.Gray-man» - «Soul Eater» - «Dragon Ball» - «JoJo's Bizarre Adventure» |  | - «Rurouni Kenshin» - «Gintama» - «Flame of Recca» - «Kiba» - «Reborn!» - «Shaman king» - «Hunter × Hunter» - «Tsubasa: Reservoir Chronicle» - «Beelzebub» - «Baki the Grappler» - «Demon Slayer» - «Fullmetal Alchemist» |